# سلو ایمنی کارلا مارکسا (داغستان)
سلو ایمنی کارلا مارکسا (به لاتین: Selo imeni Karla Marksa) یک منطقهٔ مسکونی در روسیه است که در شهرستان کیزلیارسکی واقع شده‌است.